# Tournoi de tennis de Los Angeles
Le tournoi de Los Angeles (Californie, États-Unis) est un tournoi de tennis féminin du circuit professionnel WTA et masculin du circuit ATP.

## Histoire
Créé en 1927 sous le nom Pacific Southwest Tournament, il a eu lieu à Los Angeles jusqu'en 2012. Ses dernières éditions masculines étaient classées en catégorie ATP 250 Series et faisaient partie de l'US Open Series. En 2012 le tournoi disparaît après 86 ans d'existence.
Los Angeles a également accueilli des tournois du World Championship Tennis en 1970 (février), 1972 (septembre) et 1982 (septembre).

## Multiples vainqueurs
En simple
- Avec huit succès, Martina Navrátilová détient le record de victoires en simple.
- 4 titres : Frank Parker, Roy Emerson, Andre Agassi et Jimmy Connors
- 3 titres : Fred Perry, Donald Budge, Jack Kramer, Vic Seixas, Pancho Gonzales, Arthur Ashe et Sam Querrey

En double
- 6 titres : Bob Bryan et Mike Bryan

## Palmarès dames

### Simple
| No       | Date       | Nom et lieu du tournoi                              | Catégorie      | Dotation       | Surface         | Vainqueure           | Finaliste           | Score          |                |
| -------- | ---------- | --------------------------------------------------- | -------------- | -------------- | --------------- | -------------------- | ------------------- | -------------- | -------------- |
| 1        | 09-09-1951 | Pacific Southwest Championships, Los Angeles        |                | NC             | NC              | Maureen Connolly     | Beverly Baker       | 9-7, 6-4       |                |
| 2        | 13-09-1952 | Pacific Southwest Championships, Los Angeles        |                | NC             | NC              | Maureen Connolly     | Doris Hart          | 6-4, 3-6, 6-1  |                |
|          | 1953-1959  | Pas de tournoi                                      | Pas de tournoi | Pas de tournoi | Pas de tournoi  | Pas de tournoi       | Pas de tournoi      | Pas de tournoi | Pas de tournoi |
| 3        | 19-09-1960 | Pacific Southwest Championships, Los Angeles        |                | NC             | Dur (ext.)      | Ann Haydon           | Darlene Hard        | 6-4, 6-3       | Tableau        |
|          | 1961-1962  | Pas de tournoi                                      | Pas de tournoi | Pas de tournoi | Pas de tournoi  | Pas de tournoi       | Pas de tournoi      | Pas de tournoi | Pas de tournoi |
| 4        | 15-09-1963 | Pacific Southwest Championships, Los Angeles        |                | NC             | Dur (ext.)      | Darlene Hard         | Billie Jean Moffitt | 6-3, 6-3       | Tableau        |
| 5        | 29-09-1964 | Pacific Southwest Championships, Los Angeles        |                | NC             | Dur (ext.)      | Maria Bueno          | Billie Jean Moffitt | 3-6, 6-3, 6-2  | Tableau        |
|          | 1965-1966  | Pas de tournoi                                      | Pas de tournoi | Pas de tournoi | Pas de tournoi  | Pas de tournoi       | Pas de tournoi      | Pas de tournoi | Pas de tournoi |
| 6        | 18-09-1967 | Pacific Southwest Championships, Los Angeles        |                | NC             | Dur (int.)      | Billie Jean King     | Rosie Casals        | 6-0, 6-4       | Tableau        |
| Ère Open |            |                                                     |                |                |                 |                      |                     |                |                |
| 7        | 15-07-1968 | NTL Professional Tour, Los Angeles                  |                | NC             | Moquette (int.) | Billie Jean King     | Ann Haydon-Jones    | 12-10, 6-3     | Tableau        |
| 8        | 14-09-1968 | Pacific Southwest Championships, Los Angeles        |                | NC             | Dur (int.)      | Rosie Casals         | Maria Bueno         | 6-4, 6-1       | Tableau        |
| 9        | 07-03-1969 | Los Angeles Professional Championships, Los Angeles |                | NC             | NC              | Billie Jean King     | Ann Haydon-Jones    | 17-15, 6-3     | Tableau        |
| 10       | 22-09-1969 | Pacific Southwest Open, Los Angeles                 |                | NC             | Dur (int.)      | Billie Jean King     | Ann Haydon-Jones    | 6-2, 6-3       | Tableau        |
| 11       | 21-09-1970 | Pacific Southwest Championships, Los Angeles        |                | NC             | Dur (ext.)      | Sharon Walsh         | Lesley Hunt         | 6-3, 6-2       |                |
| 12       | 20-09-1971 | Pepsi Pacific Southwest Championships, Los Angeles  | Grand Prix     | 18 000 $       | Dur (ext.)      | Rosie Casals         | Billie Jean King    | 6-6, n.f.      | Tableau        |
|          | 1972       | Pas de tournoi                                      | Pas de tournoi | Pas de tournoi | Pas de tournoi  | Pas de tournoi       | Pas de tournoi      | Pas de tournoi | Pas de tournoi |
| 13       | 23-01-1973 | British Motor Cars of Los Angeles, Inglewood        |                | 25 000 $       | Moquette (int.) | Margaret Smith Court | Nancy Richey-Gunter | 7-5, 6-71, 7-5 | Tableau        |
|          | 1974-1976  | Pas de tournoi                                      | Pas de tournoi | Pas de tournoi | Pas de tournoi  | Pas de tournoi       | Pas de tournoi      | Pas de tournoi | Pas de tournoi |
| 14       | 14-02-1977 | Virginia Slims of Los Angeles, Los Angeles          |                | 100 000 $      | Dur (int.)      | Chris Evert          | Martina Navrátilová | 6-2, 2-6, 6-1  | Tableau        |
| 15       | 23-01-1978 | Virginia Slims of Los Angeles, Los Angeles          |                | 100 000 $      | Dur (int.)      | Martina Navrátilová  | Rosie Casals        | 6-3, 6-2       | Tableau        |
| 16       | 12-02-1979 | Avon Championships of Los Angeles, Inglewood        |                | 150 000 $      | Moquette (int.) | Chris Evert          | Martina Navrátilová | 6-3, 6-4       | Tableau        |
| 17       | 04-02-1980 | Avon Championships of Los Angeles, Inglewood        |                | 125 000 $      | Moquette (int.) | Martina Navrátilová  | Tracy Austin        | 6-2, 6-0       | Tableau        |
| 18       | 02-03-1981 | Avon Championships of Los Angeles, Inglewood        |                | 150 000 $      | Moquette (int.) | Martina Navrátilová  | Andrea Jaeger       | 6-4, 6-0       | Tableau        |
| 19       | 01-03-1982 | Avon Championships of Los Angeles, Los Angeles      | Champ’s        | 150 000 $      | Moquette (int.) | Mima Jaušovec        | Sylvia Hanika       | 6-2, 7-6       | Tableau        |
| 20       | 08-08-1983 | Virginia Slims of Los Angeles, Manhattan Beach      |                | 150 000 $      | Dur (ext.)      | Martina Navrátilová  | Chris Evert         | 6-1, 6-3       | Tableau        |
| 21       | 01-10-1984 | Virginia Slims of Los Angeles, Los Angeles          | VS Tour C3     | 150 000 $      | Dur (ext.)      | Chris Evert          | Wendy Turnbull      | 6-2, 6-3       | Tableau        |
| 22       | 29-07-1985 | Virginia Slims of Los Angeles, Manhattan Beach      |                | 250 000 $      | Dur (ext.)      | Claudia Kohde-Kilsch | Pam Shriver         | 6-2, 6-4       | Tableau        |
| 23       | 11-08-1986 | Virginia Slims of Los Angeles, Los Angeles          |                | 250 000 $      | Dur (ext.)      | Martina Navrátilová  | Chris Evert         | 7-6, 6-3       | Tableau        |
| 24       | 10-08-1987 | Virginia Slims of Los Angeles, Los Angeles          |                | 250 000 $      | Dur (ext.)      | Steffi Graf          | Chris Evert         | 6-3, 6-4       | Tableau        |
| 25       | 08-08-1988 | Virginia Slims of Los Angeles, Los Angeles          | Tier II        | 300 000 $      | Dur (ext.)      | Chris Evert          | Gabriela Sabatini   | 2-6, 6-1, 6-1  | Tableau        |
| 26       | 07-08-1989 | Virginia Slims of Los Angeles, Manhattan Beach      | Tier II        | 300 000 $      | Dur (ext.)      | Martina Navrátilová  | Gabriela Sabatini   | 6-0, 6-2       | Tableau        |
| 27       | 13-08-1990 | Virginia Slims of Los Angeles, Manhattan Beach      | Tier II        | 350 000 $      | Dur (ext.)      | Monica Seles         | Martina Navrátilová | 6-4, 3-6, 7-6  | Tableau        |
| 28       | 12-08-1991 | Virginia Slims of Los Angeles, Manhattan Beach      | Tier II        | 350 000 $      | Dur (ext.)      | Monica Seles         | Kimiko Date         | 6-3, 6-1       | Tableau        |
| 29       | 10-08-1992 | Virginia Slims of Los Angeles, Manhattan Beach      | Tier II        | 350 000 $      | Dur (ext.)      | Martina Navrátilová  | Monica Seles        | 6-4, 6-2       | Tableau        |
| 30       | 09-08-1993 | Virginia Slims of Los Angeles, Manhattan Beach      | Tier II        | 375 000 $      | Dur (ext.)      | Martina Navrátilová  | Arantxa Sánchez     | 7-5, 7-6       | Tableau        |
| 31       | 08-08-1994 | Virginia Slims of Los Angeles, Manhattan Beach      | Tier II        | 400 000 $      | Dur (ext.)      | Amy Frazier          | Ann Grossman        | 6-1, 6-3       | Tableau        |
| 32       | 07-08-1995 | Acura Classic, Manhattan Beach                      | Tier II        | 430 000 $      | Dur (ext.)      | Conchita Martínez    | Chanda Rubin        | 4-6, 6-1, 6-3  | Tableau        |
| 33       | 12-08-1996 | Acura Classic, Manhattan Beach                      | Tier II        | 450 000 $      | Dur (ext.)      | Lindsay Davenport    | Anke Huber          | 6-2, 6-3       | Tableau        |
| 34       | 04-08-1997 | Acura Classic, Los Angeles                          | Tier II        | 450 000 $      | Dur (ext.)      | Monica Seles         | Lindsay Davenport   | 5-7, 7-5, 6-4  | Tableau        |
| 35       | 10-08-1998 | Acura Classic, Los Angeles                          | Tier II        | 450 000 $      | Dur (ext.)      | Lindsay Davenport    | Martina Hingis      | 4-6, 6-4, 6-3  | Tableau        |
| 36       | 09-08-1999 | Acura Classic, Los Angeles                          | Tier II        | 520 000 $      | Dur (ext.)      | Serena Williams      | Julie Halard        | 6-1, 6-4       | Tableau        |
| 37       | 07-08-2000 | estyle.com Classic, Los Angeles                     | Tier II        | 535 000 $      | Dur (ext.)      | Serena Williams      | Lindsay Davenport   | 4-6, 6-4, 7-61 | Tableau        |
| 38       | 06-08-2001 | estyle.com Classic, Manhattan Beach                 | Tier II        | 565 000 $      | Dur (ext.)      | Lindsay Davenport    | Monica Seles        | 6-3, 7-5       | Tableau        |
| 39       | 05-08-2002 | JPMorgan Chase Open, Los Angeles                    | Tier II        | 585 000 $      | Dur (ext.)      | Chanda Rubin         | Lindsay Davenport   | 5-7, 7-65, 6-3 | Tableau        |
| 40       | 04-08-2003 | JPMorgan Chase Open by Audi, Los Angeles            | Tier II        | 635 000 $      | Dur (ext.)      | Kim Clijsters        | Lindsay Davenport   | 6-1, 3-6, 6-1  | Tableau        |
| 41       | 19-07-2004 | JPMorgan Chase Open, Los Angeles                    | Tier II        | 585 000 $      | Dur (ext.)      | Lindsay Davenport    | Serena Williams     | 6-1, 6-3       | Tableau        |
| 42       | 08-08-2005 | JPMorgan Chase Open by Herbalife, Los Angeles       | Tier II        | 585 000 $      | Dur (ext.)      | Kim Clijsters        | Daniela Hantuchová  | 6-4, 6-1       | Tableau        |
| 43       | 08-08-2006 | JPMorgan Chase Open, Los Angeles                    | Tier II        | 600 000 $      | Dur (ext.)      | Elena Dementieva     | Jelena Janković     | 6-3, 4-6, 6-4  | Tableau        |
| 44       | 06-08-2007 | East West Bank Classic Herbalife, Los Angeles       | Tier II        | 600 000 $      | Dur (ext.)      | Ana Ivanović         | Nadia Petrova       | 7-5, 6-4       | Tableau        |
| 45       | 21-07-2008 | East West Bank Classic Herbalife, Los Angeles       | Tier II        | 600 000 $      | Dur (ext.)      | Dinara Safina        | Flavia Pennetta     | 6-4, 6-2       | Tableau        |
| 46       | 03-08-2009 | East West Bank Classic Herbalife, Los Angeles       | Premier        | 700 000 $      | Dur (ext.)      | Flavia Pennetta      | Samantha Stosur     | 6-4, 6-3       | Tableau        |

### Double
| No       | Date       | Nom et lieu du tournoi                            | Catégorie      | Dotation       | Surface         | Vainqueures                         | Finalistes                               | Score            |                |
| -------- | ---------- | ------------------------------------------------- | -------------- | -------------- | --------------- | ----------------------------------- | ---------------------------------------- | ---------------- | -------------- |
| 1        | 19-09-1960 | Pacific Southwest Championships Los Angeles       |                | NC             | Dur (ext.)      | Maria Bueno Darlene Hard            | Ann Haydon Christine Truman              | 4-6, 7-5, 6-3    | Tableau        |
|          | 1961-1962  | Pas de tournoi                                    | Pas de tournoi | Pas de tournoi | Pas de tournoi  | Pas de tournoi                      | Pas de tournoi                           | Pas de tournoi   | Pas de tournoi |
| 2        | 15-09-1963 | Pacific Southwest Championships Los Angeles       |                | NC             | Dur (ext.)      | Maria Bueno Darlene Hard            | Carole Caldwell Billie Jean Moffitt      | 6-1, 6-4         | Tableau        |
| 3        | 29-09-1964 | Pacific Southwest Championships Los Angeles       |                | NC             | Dur (ext.)      | Rosie Casals Margaret Fredericks    | Kathy Blake Kathleen Harter              | 6-3, 3-6, 7-5    | Tableau        |
|          | 1965-1967  | Pas de tournoi                                    | Pas de tournoi | Pas de tournoi | Pas de tournoi  | Pas de tournoi                      | Pas de tournoi                           | Pas de tournoi   | Pas de tournoi |
| Ère Open |            |                                                   |                |                |                 |                                     |                                          |                  |                |
| 4        | 14-09-1968 | Pacific Southwest Championships Los Angeles       |                | NC             | Dur (int.)      | Françoise Dürr Ann Haydon-Jones     | Margaret Smith Court Maria Bueno         | 6-3, 6-2         | Tableau        |
| 5        | 22-09-1969 | Pacific Southwest Open Los Angeles                |                | NC             | Dur (int.)      | Rosie Casals Billie Jean King       | Françoise Dürr Ann Haydon-Jones          | 6-8, 8-6, 11-9   | Tableau        |
| 6        | 21-09-1970 | Pacific Southwest Championships Los Angeles       |                | NC             | Dur (ext.)      | Janet Newberry Sharon Walsh         | Esme Emanuel Cecilia Martinez            | 6-3, 6-4         |                |
| 7        | 20-09-1971 | Pepsi Pacific Southwest Championships Los Angeles | Grand Prix     | 18 000 $       | Dur (ext.)      | Rosie Casals Billie Jean King       | Judy Tegart-Dalton Françoise Dürr        | 6-3, 6-2         | Tableau        |
|          | 1972       | Pas de tournoi                                    | Pas de tournoi | Pas de tournoi | Pas de tournoi  | Pas de tournoi                      | Pas de tournoi                           | Pas de tournoi   | Pas de tournoi |
| 8        | 23-01-1973 | British Motor Cars of Los Angeles Inglewood       |                | 25 000 $       | Moquette (int.) | Rosie Casals Julie Heldman          | Margaret Smith Court Lesley Hunt         | Forfait          | Tableau        |
|          | 1974-1976  | Pas de tournoi                                    | Pas de tournoi | Pas de tournoi | Pas de tournoi  | Pas de tournoi                      | Pas de tournoi                           | Pas de tournoi   | Pas de tournoi |
| 9        | 14-02-1977 | Virginia Slims of Los Angeles Los Angeles         |                | 100 000 $      | Dur (int.)      | Rosie Casals Chris Evert            | Martina Navrátilová Betty Stöve          | 6-2, 6-4         | Tableau        |
| 10       | 23-01-1978 | Bridgestone double of Los Angeles Los Angeles     |                | 100 000 $      | Dur (int.)      | Betty Stöve Virginia Wade           | Pam Teeguarden Greer Stevens             | 6-3, 6-2         | Tableau        |
| 11       | 12-02-1979 | Avon Championships of Los Angeles Inglewood       |                | 150 000 $      | Moquette (int.) | Rosie Casals Chris Evert            | Martina Navrátilová Anne Smith           | 6-4, 1-6, 6-3    | Tableau        |
| 12       | 04-02-1980 | Avon Championships of Los Angeles Inglewood       |                | 125 000 $      | Moquette (int.) | Rosie Casals Martina Navrátilová    | Kathy Jordan Anne Smith                  | 7-6, 6-2         | Tableau        |
| 13       | 02-03-1981 | Avon Championships of Los Angeles Inglewood       |                | 150 000 $      | Moquette (int.) | Sue Barker Ann Kiyomura             | Peanut Louie Marita Redondo              | 6-1, 4-6, 6-1    | Tableau        |
| 14       | 01-03-1982 | Avon Championships of Los Angeles Los Angeles     | Champ’s        | 150 000 $      | Moquette (int.) | Kathy Jordan Anne Smith             | Barbara Potter Sharon Walsh              | 6-3, 7-5         | Tableau        |
| 15       | 08-08-1983 | Virginia Slims of Los Angeles Manhattan Beach     |                | 150 000 $      | Dur (ext.)      | Martina Navrátilová Pam Shriver     | Betsy Nagelsen Virginia Ruzici           | 6-1, 6-0         | Tableau        |
| 16       | 01-10-1984 | Virginia Slims of Los Angeles Los Angeles         | VS Tour C3     | 150 000 $      | Dur (ext.)      | Chris Evert Wendy Turnbull          | Bettina Bunge Eva Pfaff                  | 6-2, 6-4         | Tableau        |
| 17       | 29-07-1985 | Virginia Slims of Los Angeles Manhattan Beach     |                | 250 000 $      | Dur (ext.)      | Claudia Kohde-Kilsch Helena Suková  | Hana Mandlíková Wendy Turnbull           | 6-4, 6-2         | Tableau        |
| 18       | 11-08-1986 | Virginia Slims of Los Angeles Los Angeles         |                | 250 000 $      | Dur (ext.)      | Martina Navrátilová Pam Shriver     | Claudia Kohde-Kilsch Helena Suková       | 6-4, 6-3         | Tableau        |
| 19       | 10-08-1987 | Virginia Slims of Los Angeles Los Angeles         |                | 250 000 $      | Dur (ext.)      | Martina Navrátilová Pam Shriver     | Zina Garrison Lori McNeil                | 6-3, 6-4         | Tableau        |
| 20       | 08-08-1988 | Virginia Slims of Los Angeles Los Angeles         | Tier II        | 300 000 $      | Dur (ext.)      | Patty Fendick Jill Hetherington     | Gigi Fernández Robin White               | 7-6, 5-7, 6-4    | Tableau        |
| 21       | 07-08-1989 | Virginia Slims of Los Angeles Manhattan Beach     | Tier II        | 300 000 $      | Dur (ext.)      | Martina Navrátilová Wendy Turnbull  | Mary Joe Fernández Claudia Kohde-Kilsch  | 5-2, ab.         | Tableau        |
| 22       | 13-08-1990 | Virginia Slims of Los Angeles Manhattan Beach     | Tier II        | 350 000 $      | Dur (ext.)      | Gigi Fernández Jana Novotná         | Mercedes Paz Gabriela Sabatini           | 6-3, 4-6, 6-4    | Tableau        |
| 23       | 12-08-1991 | Virginia Slims of Los Angeles Manhattan Beach     | Tier II        | 350 000 $      | Dur (ext.)      | Larisa Neiland Natasha Zvereva      | Gretchen Rush Robin White                | 6-1, 2-6, 6-2    | Tableau        |
| 24       | 10-08-1992 | Virginia Slims of Los Angeles Manhattan Beach     | Tier II        | 350 000 $      | Dur (ext.)      | Arantxa Sánchez Helena Suková       | Zina Garrison Pam Shriver                | 6-4, 6-2         | Tableau        |
| 25       | 09-08-1993 | Virginia Slims of Los Angeles Manhattan Beach     | Tier II        | 375 000 $      | Dur (ext.)      | Arantxa Sánchez Helena Suková       | Gigi Fernández Natasha Zvereva           | 7-6, 6-3         | Tableau        |
| 26       | 08-08-1994 | Virginia Slims of Los Angeles Manhattan Beach     | Tier II        | 400 000 $      | Dur (ext.)      | Julie Halard Nathalie Tauziat       | Jana Novotná Lisa Raymond                | 6-1, 0-6, 6-1    | Tableau        |
| 27       | 07-08-1995 | Acura Classic Manhattan Beach                     | Tier II        | 430 000 $      | Dur (ext.)      | Gigi Fernández Natasha Zvereva      | Larisa Neiland Gabriela Sabatini         | 7-5, 6-7, 7-5    | Tableau        |
| 28       | 12-08-1996 | Acura Classic Manhattan Beach                     | Tier II        | 450 000 $      | Dur (ext.)      | Lindsay Davenport Natasha Zvereva   | Amy Frazier Kimberly Po                  | 6-1, 6-4         | Tableau        |
| 29       | 04-08-1997 | Acura Classic Los Angeles                         | Tier II        | 450 000 $      | Dur (ext.)      | Yayuk Basuki Caroline Vis           | Larisa Neiland Helena Suková             | 7-6, 6-3         | Tableau        |
| 30       | 10-08-1998 | Acura Classic Los Angeles                         | Tier II        | 450 000 $      | Dur (ext.)      | Martina Hingis Natasha Zvereva      | Tamarine Tanasugarn Elena Tatarkova      | 6-4, 6-2         | Tableau        |
| 31       | 09-08-1999 | Acura Classic Los Angeles                         | Tier II        | 520 000 $      | Dur (ext.)      | Larisa Neiland Arantxa Sánchez      | Lisa Raymond Rennae Stubbs               | 6-2, 6-7, 6-0    | Tableau        |
| 32       | 07-08-2000 | estyle.com Classic Los Angeles                    | Tier II        | 535 000 $      | Dur (ext.)      | Els Callens Dominique Monami        | Kimberly Po Anne-Gaëlle Sidot            | 6-2, 7-5         | Tableau        |
| 33       | 06-08-2001 | estyle.com Classic Manhattan Beach                | Tier II        | 565 000 $      | Dur (ext.)      | Kimberly Po Nathalie Tauziat        | Nicole Arendt Caroline Vis               | 6-3, 7-5         | Tableau        |
| 34       | 05-08-2002 | JPMorgan Chase Open Los Angeles                   | Tier II        | 585 000 $      | Dur (ext.)      | Kim Clijsters Jelena Dokić          | Daniela Hantuchová Ai Sugiyama           | 6-3, 6-3         | Tableau        |
| 35       | 04-08-2003 | JPMorgan Chase Open by Audi Los Angeles           | Tier II        | 635 000 $      | Dur (ext.)      | Mary Pierce Rennae Stubbs           | Elena Bovina Els Callens                 | 6-3, 6-3         | Tableau        |
| 36       | 19-07-2004 | JPMorgan Chase Open Los Angeles                   | Tier II        | 585 000 $      | Dur (ext.)      | Nadia Petrova Meghann Shaughnessy   | Conchita Martínez Virginia Ruano Pascual | 6-72, 6-4, 6-3   | Tableau        |
| 37       | 08-08-2005 | JPMorgan Chase Open by Herbalife Los Angeles      | Tier II        | 585 000 $      | Dur (ext.)      | Elena Dementieva Flavia Pennetta    | Angela Haynes Bethanie Mattek            | 6-2, 6-4         | Tableau        |
| 38       | 08-08-2006 | JPMorgan Chase Open Los Angeles                   | Tier II        | 600 000 $      | Dur (ext.)      | Virginia Ruano Pascual Paola Suárez | Daniela Hantuchová Ai Sugiyama           | 6-3, 6-4         | Tableau        |
| 39       | 06-08-2007 | East West Bank Classic Herbalife Los Angeles      | Tier II        | 600 000 $      | Dur (ext.)      | Květa Peschke Rennae Stubbs         | Alicia Molik Mara Santangelo             | 6-0, 6-1         | Tableau        |
| 40       | 21-07-2008 | East West Bank Classic Herbalife Los Angeles      | Tier II        | 600 000 $      | Dur (ext.)      | Chan Yung-Jan Chuang Chia-Jung      | Eva Hrdinová Vladimíra Uhlířová          | 2-6, 7-5, [10-4] | Tableau        |
| 41       | 03-08-2009 | East West Bank Classic Herbalife Los Angeles      | Premier        | 700 000 $      | Dur (ext.)      | Chuang Chia-Jung Yan Zi             | Maria Kirilenko Agnieszka Radwańska      | 6-0, 4-6, [10-7] | Tableau        |

## Palmarès messieurs

### Simple
| No       | Date       | Nom et lieu du tournoi                     | Catégorie    | Dotation  | Surface         | Vainqueur             | Finaliste           | Score                     |         |
| -------- | ---------- | ------------------------------------------ | ------------ | --------- | --------------- | --------------------- | ------------------- | ------------------------- | ------- |
| 1        | 1927       | Pacific Southwest Tournament, Los Angeles  |              | NC $      | NC              | Bill Tilden           | Francis Hunter      | 6-2, 6-4, 6-2             |         |
| 2        | 1928       | Pacific Southwest Tournament, Los Angeles  |              | NC $      | NC              | Henri Cochet          | Christian Boussus   | 2-6, 6-4, 6-3, 6-3        |         |
| 3        | 1929       | Pacific Southwest Tournament, Los Angeles  |              | NC $      | NC              | John Doeg             | John Van Ryn        | 8-10, 7-5, 9-7, 8-6       |         |
| 4        | 1930       | Pacific Southwest Tournament, Los Angeles  |              | NC $      | NC              | Ellsworth Vines       | Gregory Mangin      | 14-12, 6-3, 6-4           |         |
| 5        | 1931       | Pacific Southwest Tournament, Los Angeles  |              | NC $      | NC              | Ellsworth Vines       | Fred Perry          | 8-10, 6-3, 4-6, 7-5, 6-2  |         |
| 6        | 1932       | Pacific Southwest Tournament, Los Angeles  |              | NC $      | NC              | Fred Perry            | Jirō Sato           | 6-2, 6-4, 7-5             |         |
| 7        | 1933       | Pacific Southwest Tournament, Los Angeles  |              | NC $      | NC              | Fred Perry            | Jirō Sato           | 6-4, 1-6, 6-0, 7-5        |         |
| 8        | 1934       | Pacific Southwest Tournament, Los Angeles  |              | NC $      | NC              | Fred Perry            | Lester Stoefen      | 10-8, 6-4, 6-3            |         |
| 9        | 1935       | Pacific Southwest Tournament, Los Angeles  |              | NC $      | NC              | Donald Budge          | Roderich Menzel     | 1-6, 11-9, 6-3, ab.       |         |
| 10       | 1936       | Pacific Southwest Tournament, Los Angeles  |              | NC $      | NC              | Donald Budge          | Fred Perry          | 6-2, 4-6, 6-2, 6-3        |         |
| 11       | 1937       | Pacific Southwest Tournament, Los Angeles  |              | NC $      | NC              | Donald Budge          | Gottfried von Cramm | 2-6, 7-5, 6-4, 7-5        |         |
| 12       | 1938       | Pacific Southwest Tournament, Los Angeles  |              | NC $      | NC              | Adrian Quist          | Harry Hopman        | 6-3, 0-6, 6-4, 6-4        |         |
| 13       | 1939       | Pacific Southwest Tournament, Los Angeles  |              | NC $      | NC              | John Bromwich         | Franjo Punčec       | NC                        |         |
| 14       | 1940       | Pacific Southwest Tournament, Los Angeles  |              | NC $      | NC              | Bobby Riggs           | Don McNeill         | 5-7, 2-6, 6-0, 12-10, 6-3 |         |
| 15       | 1941       | Pacific Southwest Tournament, Los Angeles  |              | NC $      | NC              | Frank Parker          | Frank Kovacs        | NC                        |         |
| 16       | 1942       | Pacific Southwest Tournament, Los Angeles  |              | NC $      | NC              | Frank Parker          | Pancho Segura       | 6-4, 6-1, 6-3             |         |
| 17       | 1943       | Pacific Southwest Tournament, Los Angeles  |              | NC $      | NC              | Jack Kramer           | Pancho Segura       | 0-6, 6-1, 6-2             |         |
| 18       | 1944       | Pacific Southwest Tournament, Los Angeles  |              | NC $      | NC              | Frank Parker          |                     | NC                        |         |
| 19       | 1945       | Pacific Southwest Tournament, Los Angeles  |              | NC $      | NC              | Frank Parker          | Herbert Flam        | 6-2, 6-4                  |         |
| 20       | 1946       | Pacific Southwest Tournament, Los Angeles  |              | NC $      | NC              | Jack Kramer           | Ted Schroeder       | 6-2, 6-8, 6-2, 8-6        |         |
| 21       | 1947       | Pacific Southwest Tournament, Los Angeles  |              | NC $      | NC              | Jack Kramer           | Ted Schroeder       | 10-8, 6-4, 6-4            |         |
| 22       | 1948       | Pacific Southwest Tournament, Los Angeles  |              | NC $      | NC              | Ted Schroeder         | Frank Parker        | 4-6, 7-9, 7-5, ab.        |         |
| 23       | 1949       | Pacific Southwest Tournament, Los Angeles  |              | NC $      | NC              | Pancho Gonzales       | Ted Schroeder       | 6-3, 9-11, 8-6, 6-4       |         |
| 24       | 1950       | Pacific Southwest Tournament, Los Angeles  |              | NC $      | NC              | Frank Sedgman         | Ted Schroeder       | 9-7, 6-3, 6-2             |         |
| 25       | 1951       | Pacific Southwest Tournament, Los Angeles  |              | NC $      | NC              | Frank Sedgman         | Tony Trabert        | 6-3, 6-3, 2-6, 6-4        |         |
| 26       | 1952       | Pacific Southwest Tournament, Los Angeles  |              | NC $      | NC              | Vic Seixas            | Frank Sedgman       | 6-4, 6-4, 6-4             |         |
| 27       | 1953       | Pacific Southwest Tournament, Los Angeles  |              | NC $      | NC              | Ken Rosewall          | Vic Seixas          | 6-3, 1-6, 6-3, 1-6, 6-4   |         |
| 28       | 1954       | Pacific Southwest Tournament, Los Angeles  |              | NC $      | NC              | Vic Seixas            |                     | NC                        |         |
| 29       | 1955       | Pacific Southwest Tournament, Los Angeles  |              | NC $      | NC              | Tony Trabert          | Herbert Flam        | NC                        |         |
| 30       | 1956       | Pacific Southwest Tournament, Los Angeles  |              | NC $      | NC              | Herbert Flam          | Ken Rosewall        | 4-6, 6-1, 5-7, 6-3, 7-5   |         |
| 31       | 1957       | Pacific Southwest Tournament, Los Angeles  |              | NC $      | NC              | Vic Seixas            | Gilbert Shea        | 9-7, 6-3, 6-4             |         |
| 32       | 1958       | Pacific Southwest Tournament, Los Angeles  |              | NC $      | NC              | Hamilton Richardson   | Alex Olmedo         | 7-5, 6-2, 4-6, 9-7        |         |
| 33       | 1959       | Pacific Southwest Tournament, Los Angeles  |              | NC $      | NC              | Roy Emerson           | Ramanathan Krishnan | 6-3, 4-6, 6-0, 6-4        |         |
| 34       | 1960       | Pacific Southwest Tournament, Los Angeles  |              | NC $      | NC              | Barry MacKay          | Butch Buchholz      | 5-7, 6-4, 6-4, 3-6, 6-3   |         |
| 35       | 1961       | Pacific Southwest Tournament, Los Angeles  |              | NC $      | NC              | Jon Douglas           | Roy Emerson         | 6-2, 1-6, 6-4             |         |
| 36       | 1962       | Pacific Southwest Tournament, Los Angeles  |              | NC $      | NC              | Roy Emerson           | Rod Laver           | 16-14, 6-3                |         |
| 37       | 1963       | Pacific Southwest Tournament, Los Angeles  |              | NC $      | NC              | Arthur Ashe           | Whitney Reed        | 2-6, 9-7, 6-2             |         |
| 38       | 1964       | Pacific Southwest Tournament, Los Angeles  |              | NC $      | NC              | Roy Emerson           | Dennis Ralston      | 6-3, 6-3                  |         |
| 39       | 1965       | Pacific Southwest Tournament, Los Angeles  |              | NC $      | NC              | Dennis Ralston        | Arthur Ashe         | 6-4, 6-3                  |         |
| 40       | 1966       | Pacific Southwest Tournament, Los Angeles  |              | NC $      | NC              | Allen Fox             | Roy Emerson         | 6-3, 6-3                  |         |
| 41       | 1967       | Pacific Southwest Tournament, Los Angeles  |              | NC $      | NC              | Roy Emerson           | Marty Riessen       | 12-14, 6-3, 6-4           |         |
| Ère Open |            |                                            |              |           |                 |                       |                     |                           |         |
| 42       | 16-09-1968 | Pacific Southwest Tournament, Los Angeles  |              | 30 000 $  | Dur (ext.)      | Rod Laver             | Ken Rosewall        | 4-6, 6-0, 6-0             |         |
| 43       | 22-09-1969 | Pacific Southwest Tournament, Los Angeles  |              | 24 500 $  | Dur (ext.)      | Pancho Gonzales       | Cliff Richey        | 6-0, 7-5                  |         |
| 44       | 23-02-1970 | Los Angeles WCT, Los Angeles               |              | NC $      | NC              | Dennis Ralston        | Rod Laver           | 7-5, 4-6, 6-1             |         |
| 45       | 21-09-1970 | , Los Angeles                              |              | 60 000 $  | Dur (ext.)      | Rod Laver             | John Newcombe       | 4-6, 6-4, 7-6             |         |
| 46       | 20-09-1971 | , Los Angeles                              |              | NC $      | Dur (ext.)      | Pancho Gonzales       | Jimmy Connors       | 3-6, 6-3, 6-3             |         |
| 47       | 14-02-1972 | , Los Angeles                              |              | NC $      | NC              | Andrés Gimeno         | Pierre Barthès      | 6-3, 2-6, 6-2             |         |
| 48       | 25-09-1972 | Los Angeles WCT, Los Angeles               |              | 60 000 $  | Dur (ext.)      | Stan Smith            | Roscoe Tanner       | 6-4, 6-4                  |         |
| 49       | 17-09-1973 | , Los Angeles                              |              | NC $      | Dur (ext.)      | Jimmy Connors         | Tom Okker           | 7-5, 7-6                  |         |
| 50       | 16-09-1974 | , Los Angeles                              |              | 175 000 $ | Dur (ext.)      | Jimmy Connors         | Harold Solomon      | 6-3, 6-1                  |         |
| 51       | 15-09-1975 | Pacific Southwest Open, Los Angeles        |              | NC $      | Dur (ext.)      | Arthur Ashe           | Roscoe Tanner       | 3-6, 7-5, 6-3             |         |
| 52       | 20-09-1976 | , Los Angeles                              |              | 125 000 $ | Moquette (int.) | Brian Gottfried       | Arthur Ashe         | 6-2, 6-2                  |         |
| 53       | 28-03-1977 | , Los Angeles                              |              | 150 000 $ | Moquette (int.) | Stan Smith            | Brian Gottfried     | 6-4, 2-6, 6-3             |         |
| 54       | 19-09-1977 | , Los Angeles                              |              | 100 000 $ | Dur (ext.)      | Raúl Ramírez          | Brian Gottfried     | 7-5, 3-6, 6-4             |         |
| 55       | 18-09-1978 | , Los Angeles                              |              | 200 000 $ | Moquette (int.) | Arthur Ashe           | Brian Gottfried     | 7-6, 7-6                  |         |
| 56       | 17-09-1979 | , Los Angeles                              |              | 175 000 $ | Moquette (int.) | Peter Fleming         | John McEnroe        | 6-4, 6-4                  |         |
| 57       | 14-04-1980 | , Fountain Valley                          |              | 175 000 $ | Dur (ext.)      | Gene Mayer            | Brian Teacher       | 6-3, 6-2                  |         |
| 58       | 13-04-1981 | Jack Kramer Tennis Open, Los Angeles       |              | 75 000 $  | Dur (ext.)      | John McEnroe          | Sandy Mayer         | 6-7, 6-3, 6-3             |         |
| 59       | 12-04-1982 | Pacific Southwest Tennis Open, Inglewood   |              | 200 000 $ | Dur (ext.)      | Jimmy Connors         | Mel Purcell         | 6-2, 6-1                  |         |
| 60       | 20-09-1982 | Los Angeles WCT, Los Angeles               |              | 300 000 $ | Moquette (int.) | Ivan Lendl            | Kevin Curren        | 7-65, 7-5, 6-1            |         |
| 61       | 11-04-1983 | Pacific Southwest Tennis Open, Los Angeles |              | 200 000 $ | Dur (ext.)      | Gene Mayer            | Johan Kriek         | 7-6, 6-1                  |         |
| 62       | 10-09-1984 | Pacific Southwest Tennis Open, Los Angeles |              | 200 000 $ | Dur (ext.)      | Jimmy Connors         | Eliot Teltscher     | 6-4, 4-6, 6-4             |         |
| 63       | 16-09-1985 | Volvo Tennis, Los Angeles                  |              | 250 000 $ | Dur (ext.)      | Paul Annacone         | Stefan Edberg       | 7-6, 6-7, 7-6             |         |
| 64       | 15-09-1986 | Volvo Tennis, Los Angeles                  |              | 250 000 $ | Dur (ext.)      | John McEnroe          | Stefan Edberg       | 6-2, 6-3                  |         |
| 65       | 21-09-1987 | Volvo Tennis, Los Angeles                  |              | 250 000 $ | Dur (ext.)      | David Pate            | Stefan Edberg       | 6-4, 6-4                  |         |
| 66       | 19-09-1988 | Volvo Tennis, Los Angeles                  |              | 297 500 $ | Dur (ext.)      | Mikael Pernfors       | Andre Agassi        | 6-2, 7-5                  |         |
| 67       | 18-09-1989 | Volvo Tennis, Los Angeles                  |              | 297 500 $ | Dur (ext.)      | Aaron Krickstein      | Michael Chang       | 2-6, 6-4, 6-2             |         |
| 68       | 30-07-1990 | Volvo Tennis, Los Angeles                  | World Series | 225 000 $ | Dur (ext.)      | Stefan Edberg         | Michael Chang       | 7-6, 2-6, 7-6             |         |
| 69       | 29-07-1991 | Volvo Tennis, Los Angeles                  | World Series | 225 000 $ | Dur (ext.)      | Pete Sampras          | Brad Gilbert        | 6-2, 65-7, 6-3            |         |
| 70       | 03-08-1992 | Volvo Tennis, Los Angeles                  | World Series | 235 000 $ | Dur (ext.)      | Richard Krajicek      | Mark Woodforde      | 6-4, 2-6, 6-4             |         |
| 71       | 02-08-1993 | Volvo Tennis, Los Angeles                  | World Series | 275 000 $ | Dur (ext.)      | Richard Krajicek      | Michael Chang       | 0-6, 7-63, 7-65           |         |
| 72       | 01-08-1994 | Los Angeles Open, Los Angeles              | World Series | 288 750 $ | Dur (ext.)      | Boris Becker          | Mark Woodforde      | 6-2, 6-2                  |         |
| 73       | 31-07-1995 | Infiniti Open, Los Angeles                 | World Series | 303 000 $ | Dur (ext.)      | Michael Stich         | Thomas Enqvist      | 67-7, 7-64, 6-2           |         |
| 74       | 29-07-1996 | Infiniti Open, Los Angeles                 | World Series | 303 000 $ | Dur (ext.)      | Michael Chang         | Richard Krajicek    | 6-4, 6-3                  |         |
| 75       | 21-07-1997 | Infiniti Open, Los Angeles                 | World Series | 303 000 $ | Dur (ext.)      | Jim Courier           | Thomas Enqvist      | 6-4, 6-4                  |         |
| 76       | 27-07-1998 | Mercedes-Benz Cup, Los Angeles             | Int' Series  | 315 000 $ | Dur (ext.)      | Andre Agassi          | Tim Henman          | 6-4, 6-4                  |         |
| 77       | 26-07-1999 | Mercedes-Benz Cup, Los Angeles             | Int' Series  | 325 000 $ | Dur (ext.)      | Pete Sampras          | Andre Agassi        | 7-63, 7-61                | Tableau |
| 78       | 24-07-2000 | Mercedes-Benz Cup, Los Angeles             | Int' Series  | 350 000 $ | Dur (ext.)      | Michael Chang         | Jan-Michael Gambill | 62-7, 6-3, ab.            | Tableau |
| 79       | 23-07-2001 | Mercedes-Benz Cup, Los Angeles             | Int' Series  | 375 000 $ | Dur (ext.)      | Andre Agassi          | Pete Sampras        | 6-4, 6-2                  | Tableau |
| 80       | 22-07-2002 | Mercedes-Benz Cup, Los Angeles             | Int' Series  | 375 000 $ | Dur (ext.)      | Andre Agassi          | Jan-Michael Gambill | 6-2, 6-4                  | Tableau |
| 81       | 28-07-2003 | Mercedes-Benz Cup, Los Angeles             | Int' Series  | 355 000 $ | Dur (ext.)      | Wayne Ferreira        | Lleyton Hewitt      | 6-3, 4-6, 7-5             | Tableau |
| 82       | 12-07-2004 | Mercedes-Benz Cup, Los Angeles             | Int' Series  | 355 000 $ | Dur (ext.)      | Tommy Haas            | Nicolas Kiefer      | 7-66, 6-4                 | Tableau |
| 83       | 25-07-2005 | Mercedes-Benz Cup, Los Angeles             | Int' Series  | 355 000 $ | Dur (ext.)      | Andre Agassi          | Gilles Müller       | 6-4, 7-5                  | Tableau |
| 84       | 24-07-2006 | Countrywide Classic, Los Angeles           | Int' Series  | 475 000 $ | Dur (ext.)      | Tommy Haas            | Dmitri Toursounov   | 4-6, 7-5, 6-3             | Tableau |
| 85       | 16-07-2007 | Countrywide Classic, Los Angeles           | Int' Series  | 500 000 $ | Dur (ext.)      | Radek Štěpánek        | James Blake         | 7-67, 5-7, 6-2            | Tableau |
| 86       | 04-08-2008 | Countrywide Classic, Los Angeles           | Int' Series  | 450 000 $ | Dur (ext.)      | Juan Martín del Potro | Andy Roddick        | 6-1, 7-62                 | Tableau |
| 87       | 27-07-2009 | LA Tennis Open, Los Angeles                | ATP 250      | 550 000 $ | Dur (ext.)      | Sam Querrey           | Carsten Ball        | 6-4, 3-6, 6-1             | Tableau |
| 88       | 26-07-2010 | Farmers Classic, Los Angeles               | ATP 250      | 619 500 $ | Dur (ext.)      | Sam Querrey           | Andy Murray         | 5-7, 7-62, 6-3            | Tableau |
| 89       | 25-07-2011 | Farmers Classic, Los Angeles               | ATP 250      | 619 500 $ | Dur (ext.)      | Ernests Gulbis        | Mardy Fish          | 5-7, 6-4, 6-4             | Tableau |
| 90       | 23-07-2012 | Farmers Classic, Los Angeles               | ATP 250      | 557 550 $ | Dur (ext.)      | Sam Querrey           | Ričardas Berankis   | 6-0, 6-2                  | Tableau |

### Double
| No | Date       | Nom et lieu du tournoi                     | Catégorie    | Dotation  | Surface         | Vainqueurs                         | Finalistes                          | Score             |         |
| -- | ---------- | ------------------------------------------ | ------------ | --------- | --------------- | ---------------------------------- | ----------------------------------- | ----------------- | ------- |
| 1  | 16-09-1968 | Pacific Southwest Tournament, Los Angeles  |              | 30 000 $  | Dur (ext.)      | Ken Rosewall Fred Stolle           | Cliff Drysdale Roger Taylor         | 7-5, 6-1          |         |
| 2  | 22-09-1969 | Pacific Southwest Tournament, Los Angeles  |              | 24 500 $  | Dur (ext.)      | Pancho Gonzales Ron Holmberg       | Jim McManus Jim Osborne             | 6-3, 6-4          |         |
| 3  | 21-09-1970 | , Los Angeles                              |              | 60 000 $  | Dur (ext.)      | Tom Okker Marty Riessen            | Robert Lutz Stan Smith              | 7-6, 6-2          |         |
| 4  | 20-09-1971 | , Los Angeles                              |              | NC $      | Dur (ext.)      | John Alexander Phil Dent           | Frank Froehling Clark Graebner      | 7-6, 6-4          |         |
| 5  | 14-02-1972 | , Los Angeles                              |              | NC $      | NC              | Jim McManus Jim Osborne            | Ilie Năstase Ion Țiriac             | 6-2, 5-7, 6-4     |         |
| 6  | 25-09-1972 | Los Angeles WCT, Los Angeles               |              | 60 000 $  | Dur (ext.)      | Jimmy Connors Pancho Gonzales      | Ismail El Shafei Brian Fairlie      | 6-3, 7-6          |         |
| 7  | 17-09-1973 | , Los Angeles                              |              | NC $      | Dur (ext.)      | Jan Kodeš Vladimír Zedník          | Jimmy Connors Ilie Năstase          | 6-2, 6-4          |         |
| 8  | 16-09-1974 | , Los Angeles                              |              | 175 000 $ | Dur (ext.)      | Ross Case Geoff Masters            | Brian Gottfried Raúl Ramírez        | 6-3, 6-2          |         |
| 9  | 15-09-1975 | Pacific Southwest Open, Los Angeles        |              | NC $      | Dur (ext.)      | Anand Amritraj Vijay Amritraj      | Cliff Drysdale Marty Riessen        | 7-6, 4-6, 6-4     |         |
| 10 | 20-09-1976 | , Los Angeles                              |              | 125 000 $ | Moquette (int.) | Robert Lutz Stan Smith             | Arthur Ashe Charlie Pasarell        | 6-2, 3-6, 6-3     |         |
| 11 | 28-03-1977 | , Los Angeles                              |              | 150 000 $ | Moquette (int.) | Bob Hewitt Frew McMillan           | Robert Lutz Stan Smith              | 6-3, 6-4          |         |
| 12 | 19-09-1977 | , Los Angeles                              |              | 100 000 $ | Dur (ext.)      | Sandy Mayer Frew McMillan          | Tom Leonard Mike Machette           | 6-2, 6-3          |         |
| 13 | 18-09-1978 | , Los Angeles                              |              | 200 000 $ | Moquette (int.) | John Alexander Phil Dent           | Fred McNair Raúl Ramírez            | 6-3, 7-6          |         |
| 14 | 17-09-1979 | , Los Angeles                              |              | 175 000 $ | Moquette (int.) | Marty Riessen Sherwood Stewart     | Wojtek Fibak Frew McMillan          | 6-4, 6-4          |         |
| 15 | 14-04-1980 | , Fountain Valley                          |              | 175 000 $ | Dur (ext.)      | Brian Teacher Butch Walts          | Anand Amritraj John Austin          | 6-2, 6-4          |         |
| 16 | 13-04-1981 | Jack Kramer Tennis Open, Los Angeles       |              | 75 000 $  | Dur (ext.)      | Tom Gullikson Butch Walts          | John McEnroe Ferdi Taygan           | 6-4, 6-4          |         |
| 17 | 12-04-1982 | Pacific Southwest Tennis Open, Inglewood   |              | 200 000 $ | Dur (ext.)      | Sherwood Stewart Ferdi Taygan      | Bruce Manson Brian Teacher          | 6-1, 6-7, 6-3     |         |
| 18 | 20-09-1982 | Los Angeles WCT, Los Angeles               |              | 300 000 $ | Moquette (int.) | Kevin Curren Hank Pfister          | Andy Andrews Drew Gitlin            | 4-6, 6-2, 7-5     |         |
| 19 | 11-04-1983 | Pacific Southwest Tennis Open, Los Angeles |              | 200 000 $ | Dur (ext.)      | Peter Fleming John McEnroe         | Sandy Mayer Ferdi Taygan            | 6-1, 6-2          |         |
| 20 | 10-09-1984 | Pacific Southwest Tennis Open, Los Angeles |              | 200 000 $ | Dur (ext.)      | Ken Flach Robert Seguso            | Wojtek Fibak Sandy Mayer            | 4-6, 6-4, 6-3     |         |
| 21 | 16-09-1985 | Volvo Tennis, Los Angeles                  |              | 250 000 $ | Dur (ext.)      | Scott Davis Robert Van't Hof       | Paul Annacone Christo van Rensburg  | 6-3, 7-6          |         |
| 22 | 15-09-1986 | Volvo Tennis, Los Angeles                  |              | 250 000 $ | Dur (ext.)      | Stefan Edberg Anders Järryd        | Peter Fleming John McEnroe          | 3-6, 7-5, 7-6     |         |
| 23 | 21-09-1987 | Volvo Tennis, Los Angeles                  |              | 250 000 $ | Dur (ext.)      | Kevin Curren David Pate            | Brad Gilbert Tim Wilkison           | 6-3, 6-4          |         |
| 24 | 19-09-1988 | Volvo Tennis, Los Angeles                  |              | 297 500 $ | Dur (ext.)      | John McEnroe Mark Woodforde        | Peter Doohan Jim Grabb              | 6-4, 6-4          |         |
| 25 | 18-09-1989 | Volvo Tennis, Los Angeles                  |              | 297 500 $ | Dur (ext.)      | Marty Davis Tim Pawsat             | John Fitzgerald Anders Järryd       | 7-5, 7-6          |         |
| 26 | 30-07-1990 | Volvo Tennis, Los Angeles                  | World Series | 225 000 $ | Dur (ext.)      | Scott Davis David Pate             | Peter Lundgren Paul Wekesa          | 3-6, 6-1, 6-3     |         |
| 27 | 29-07-1991 | Volvo Tennis, Los Angeles                  | World Series | 225 000 $ | Dur (ext.)      | Javier Frana Jim Pugh              | Glenn Michibata Brad Pearce         | 7-5, 2-6, 6-4     |         |
| 28 | 03-08-1992 | Volvo Tennis, Los Angeles                  | World Series | 235 000 $ | Dur (ext.)      | Patrick Galbraith Jim Pugh         | Francisco Montana David Wheaton     | 7-6, 7-6          |         |
| 29 | 02-08-1993 | Volvo Tennis, Los Angeles                  | World Series | 275 000 $ | Dur (ext.)      | Wayne Ferreira Michael Stich       | Grant Connell Scott Davis           | 7-6, 7-6          |         |
| 30 | 01-08-1994 | Los Angeles Open, Los Angeles              | World Series | 288 750 $ | Dur (ext.)      | John Fitzgerald Mark Woodforde     | Scott Davis Brian MacPhie           | 4-6, 6-2, 6-0     |         |
| 31 | 31-07-1995 | Infiniti Open, Los Angeles                 | World Series | 303 000 $ | Dur (ext.)      | Brent Haygarth Kent Kinnear        | Scott Davis Goran Ivanišević        | 6-4, 7-6          |         |
| 32 | 29-07-1996 | Infiniti Open, Los Angeles                 | World Series | 303 000 $ | Dur (ext.)      | Marius Barnard Piet Norval         | Jonas Björkman Nicklas Kulti        | 7-5, 6-2          |         |
| 33 | 21-07-1997 | Infiniti Open, Los Angeles                 | World Series | 303 000 $ | Dur (ext.)      | Sébastien Lareau Alex O'Brien      | Mahesh Bhupathi Rick Leach          | 7-6, 6-4          |         |
| 34 | 27-07-1998 | Mercedes-Benz Cup, Los Angeles             | Int' Series  | 315 000 $ | Dur (ext.)      | Patrick Rafter Sandon Stolle       | Jeff Tarango Daniel Vacek           | 6-4, 6-4          |         |
| 35 | 26-07-1999 | Mercedes-Benz Cup, Los Angeles             | Int' Series  | 325 000 $ | Dur (ext.)      | Byron Black Wayne Ferreira         | Goran Ivanišević Brian MacPhie      | 6-2, 7-64         | Tableau |
| 36 | 24-07-2000 | Mercedes-Benz Cup, Los Angeles             | Int' Series  | 350 000 $ | Dur (ext.)      | Paul Kilderry Sandon Stolle        | Jan-Michael Gambill Scott Humphries | Forfait           | Tableau |
| 37 | 23-07-2001 | Mercedes-Benz Cup, Los Angeles             | Int' Series  | 375 000 $ | Dur (ext.)      | Bob Bryan Mike Bryan               | Jan-Michael Gambill Andy Roddick    | 7-5, 7-66         | Tableau |
| 38 | 22-07-2002 | Mercedes-Benz Cup, Los Angeles             | Int' Series  | 375 000 $ | Dur (ext.)      | Sébastien Grosjean Nicolas Kiefer  | Justin Gimelstob Michaël Llodra     | 6-4, 6-4          | Tableau |
| 39 | 28-07-2003 | Mercedes-Benz Cup, Los Angeles             | Int' Series  | 355 000 $ | Dur (ext.)      | Jan-Michael Gambill Travis Parrott | Joshua Eagle Sjeng Schalken         | 6-4, 3-6, 7-5     | Tableau |
| 40 | 12-07-2004 | Mercedes-Benz Cup, Los Angeles             | Int' Series  | 355 000 $ | Dur (ext.)      | Bob Bryan Mike Bryan               | Wayne Arthurs Paul Hanley           | 6-3, 7-66         | Tableau |
| 41 | 25-07-2005 | Mercedes-Benz Cup, Los Angeles             | Int' Series  | 355 000 $ | Dur (ext.)      | Rick Leach Brian MacPhie           | Jonathan Erlich Andy Ram            | 6-3, 6-4          | Tableau |
| 42 | 24-07-2006 | Countrywide Classic, Los Angeles           | Int' Series  | 475 000 $ | Dur (ext.)      | Bob Bryan Mike Bryan               | Eric Butorac Jamie Murray           | 6-2, 6-4          | Tableau |
| 43 | 16-07-2007 | Countrywide Classic, Los Angeles           | Int' Series  | 500 000 $ | Dur (ext.)      | Bob Bryan Mike Bryan               | Scott Lipsky David Martin           | 7-65, 6-2         | Tableau |
| 44 | 04-08-2008 | Countrywide Classic, Los Angeles           | Int' Series  | 450 000 $ | Dur (ext.)      | Rohan Bopanna Eric Butorac         | Travis Parrott Dušan Vemić          | 7-65, 7-65        | Tableau |
| 45 | 27-07-2009 | LA Tennis Open, Los Angeles                | ATP 250      | 550 000 $ | Dur (ext.)      | Bob Bryan Mike Bryan               | Benjamin Becker Frank Moser         | 6-4, 7-62         | Tableau |
| 46 | 26-07-2010 | Farmers Classic, Los Angeles               | ATP 250      | 619 500 $ | Dur (ext.)      | Bob Bryan Mike Bryan               | Eric Butorac Jean-Julien Rojer      | 6-7, 6-2, [10-7]  | Tableau |
| 47 | 25-07-2011 | Farmers Classic, Los Angeles               | ATP 250      | 619 500 $ | Dur (ext.)      | Mark Knowles Xavier Malisse        | Somdev Devvarman Treat Conrad Huey  | 7-63, 7-610       | Tableau |
| 48 | 23-07-2012 | Farmers Classic, Los Angeles               | ATP 250      | 557 550 $ | Dur (ext.)      | Xavier Malisse Ruben Bemelmans     | Jamie Delgado Ken Skupski           | 7-65, 4-6, [10-7] | Tableau |